# 에드워다 오바라

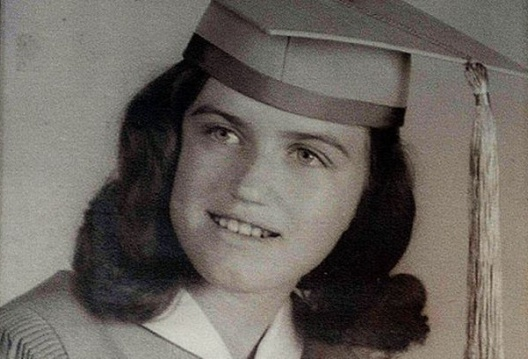
고등학생 시절의 오바라(1970년)

에드워다 오바라(영어: Edwarda O'Bara, 1953년 3월 27일 ~ 2012년 11월 21일)는 1969년 폐렴에 걸려서 1970년 1월부터 42년간 당뇨병으로 혼수상태에 있던 미국의 여성이다.

## 어린 시절
펜실베이니아주의 존스타운에서 장녀로 태어났다. 아버지 조 오바라는 피츠버그 대학교를 졸업하고, 제2차 세계 대전 당시 해군에서 복무하였다. 어머니인 캐스린 "케이" 오바라는 고등학교 수학 교사로 일했으며, 1930년대에 마을 촌장을 역임했던 에드워드 "에디" 매클로스키의 딸이다. 에드워다라는 이름도 외조부의 이름에서 따와서 지은 이름이다.

## 질병과 치료
1969년 12월 20일 오바라는 폐렴에 걸렸다. 2주간 상태가 악화되어 병원에 실려간 후 혼수상태에 빠졌다. 어머니인 케이는 튜브로 영양을 공급했고 2시간마다 욕창이 나는 것을 막고자 오바라의 몸을 뒤집었다. 부친 조 또한 오바라를 돕기 위해 직장을 관뒀다. 2007년까지 비싼 치료비 때문에 20만 달러의 빚을 안게 됐다. 조는 1972년 심장 마비에 걸려 1976년에 사망했고 모친 케이는 2008년에 사망할 때까지 간호를 했다. 그 후 여동생인 콜린이 간호를 계속 했다.

## 사망
오바라는 2012년 11월 21일 59세의 나이로 플로리다주의 마이애미가든스에 위치한 자택에서 사망했다.